# إيمي غوتمان
إيمي غوتمان (بالإنجليزية: Amy Gutman)‏ (1 يونيو 1960)؛ كاتِبة، صحفية وروائية أمريكية. درست في كلية هارفارد للحقوق.